# Chinnachintakunta
Chinnachintakunta es una ciudad censal situada en el distrito de Mahbubnagar en el estado de Telangana (India). Su población es de 5637 habitantes (2011).

## Demografía
Según el censo de 2011 la población de Chinnachintakunta era de 5637 habitantes, de los cuales 2701 eran hombres y 2936 eran mujeres. Chinnachintakunta tiene una tasa media de alfabetización del 64,55%, inferior a la media estatal del 67,02%: la alfabetización masculina es del 76,88%, y la alfabetización femenina del 53,31%.